# 積斯汀·古華特
積斯汀·甸恩·古華特（荷蘭語：Justin Dean Kluivert；1999年5月5日—），荷蘭職業足球員，司職翼鋒。現效力於英超球會般尼茅夫，也是荷蘭國家足球隊的一員。
積斯汀·古華特乃前荷蘭國腳柏迪·古華特之子，人稱「小古華特」，其父則叫「老古華特」。

## 職業生涯
古華特出身於阿積士的青訓系統。2016年9月16日，他首次為阿積士青年隊於荷蘭乙組足球聯賽上陣，對手為MVV馬斯特里赫特，他於第67分鐘後備入替，但球隊作客以0比1落敗。2017年1月15日，古華特於荷蘭足球甲組聯賽首次上陣，對手為PEC施禾利，他於第39分鐘後備入替阿明·尤尼斯，最終協助球隊作客以3比1勝出。3月19日，古華特於對陣精英隊時攻入職業生涯首個入球，最終雙方以1比1打成平手 。
2017年11月26日，古華特於聯賽對陣洛達時，完成職業生涯首個帽子戲法，助球隊以5比1勝出。
2018年6月12日，羅馬簽下古華特，轉會費為2千萬歐元。其後輾轉數年被外借到不同球會，直至2023年6月轉投般尼茅夫，於同年11月1日對利物浦的聯賽盃賽事射入追成平手的一球取得加盟後的第一個入球。

## 國家隊生涯
於2016年的歐洲U-17足球錦標賽，古華特代表荷蘭U-17隊參與整項賽事，助球隊以第4名完成賽事。
2018年3月，古華特首次受荷兰国家队徵召，參與對陣英格兰和葡萄牙的比賽。26日，他在對陣葡萄牙隊首次被派遣上陣，於第78分鐘後備入替孟菲斯·迪比，最終荷蘭隊以3比0大勝。

## 生涯統計
截至2018年3月18日
| 球會         | 賽季        | 聯賽             | 聯賽 | 聯賽 | 盃賽 | 盃賽 | 聯賽盃 | 聯賽盃 | 歐洲賽事 | 歐洲賽事 | 其他 | 其他 | 總計 | 總計 |
| 球會         | 賽季        | 聯賽             | 出場 | 入球 | 出場 | 入球 | 出場   | 入球   | 出場     | 入球     | 出場 | 入球 | 出場 | 入球 |
| ------------ | ----------- | ---------------- | ---- | ---- | ---- | ---- | ------ | ------ | -------- | -------- | ---- | ---- | ---- | ---- |
| 阿積士青年隊 | 2016-17賽季 | 荷兰足球乙级联赛 | 8    | 2    | 0    | 0    | 0      | 0      | 0        | 0        | 0    | 0    | 8    | 2    |
| 阿積士       | 2016-17賽季 | 荷兰足球甲级联赛 | 14   | 2    | 0    | 0    | —      | —      | 6a       | 0        | —    | —    | 20   | 2    |
| 阿積士       | 2017-18賽季 | 荷兰足球甲级联赛 | 24   | 7    | 2    | 1    | —      | —      | 4b       | 0        | —    | —    | 39   | 8    |
| 阿積士       | 總計        | 總計             | 38   | 9    | 2    | 1    | 0      | 0      | 10       | 0        | 0    | 0    | 50   | 10   |
| 生涯總計     | 生涯總計    | 生涯總計         | 46   | 11   | 2    | 1    | —      | —      | 10       | 0        | 0    | 0    | 58   | 12   |

- a.^  於欧足联欧洲联赛出場
- b.^  於欧洲冠军联赛出場

## 榮譽

### 球會
阿積士
- 欧足联欧洲联赛亞軍：2016-17賽季[19]

### 個人
- 阿積士最佳年青球員：2016-17賽季[20]